# Draghixa
Draghixa Laurent (Split Croàcia; 3 de juny de 1973) és una actriu pornogràfica francesa dels anys noranta. Va emprar ocasionalment també el nom artístic de Monika Dombrowski.

## Biografia
Nascuda a Split, a l'actual Croàcia, Dragica Jovanović va viure en França des dels dos anys. Va estudiar per a perruquera, però després de conèixer a l'actor porno Eric Weiss, al qual va estar unida sentimentalment, va començar la seva carrera en el cinema X en 1993, amb la pel·lícula Offertes à tout n° 3 sota la direcció de Michel Ricaud. El 1994 va marxar als Estats Units.
El seu treball va ser reconegut amb el premi Hot d'Or en 1995 per la seva aparició en Le parfum de Mathilde de Marc Dorcel. Al maig de 1995, tan sols dos anys després del seu debut i en plena expansió professional, va anunciar la seva intenció d'apartar-se del cinema pornogràfic a causa principalment pel temor a contagiar-se del sida. Avui dia ja no està en actiu.
Draghixa, sota el seu nom d'actriu porno, va llançar un disc únic el 1996: Dream. Ella també canta la cançó Did You Test? del grup Lapsus. Apareix al videoclip de Silmarils Cours Vite, al costat d'altres estrelles porno franceses, inclosa Julia Channel, i a Demon vs. Heartbreaker You are my high on besa un home durant 2 minuts 30.

## Filmographie

### Cinema
- 1993 : Offertes à tout n° 3
- 1993 : Private Film 6: Lady in Spain
- 1994 : Stiff Competition 2
- 1994 : Dracula
- 1994 : Tout le monde dit oui
- 1995 : Honeydrippers 2: Blonde Forces
- 1995 : Le parfum de Mathilde
- 1995 : Nasty Girls 6
- 1995 : Secrets de Femmes
- 1995 : The Voyeur
- 1995 : Up and Cummers 15
- 1996 : Citizen Shane
- 1996 : Cum One, Cum All: The Best of Up and Cummers Early Volumes
- 1996 : Hamlet, pour l’amour d’Ophélie
- 1996 : Lesbian Lovers 2
- 1996 : Sperma Klinik
- 1996 : Concetta Licata 2
- 1996 : Anal X Import 18: France
- 1996 : Maximum Perversum 69 - Perverse Leidenschaften
- 1996 : The Best by Private 1: Private Stars
- 1996 : The Best by Private 9: United Colors of Private
- 1996 : Absolute Private
- 1996 : Private Lust Treasures 1 Les Captives : Les Captives 2 The Best by Private 54: Ebony Dreams

### Clip musical
- 1997: Did You Test?
- 1995: Cours vite (cançó de Silmarils, a l'elapé Silmarils)
- 2000: You Are My High

## Premis
- Hot d'Or a la millor actriu el 1995 per Le parfum de Mathilde (Vidéo Marc Dorcel)
- Premi al Festival Internacional de l'Erotisme de Brussel·les